# Epalzeorhynchos munense
Epalzeorhynchos munense är en fiskart som först beskrevs av Smith, 1934.  Epalzeorhynchos munense ingår i släktet Epalzeorhynchos och familjen karpfiskar. IUCN kategoriserar arten globalt som sårbar. Inga underarter finns listade i Catalogue of Life.